# Graphistylis toledoi
Graphistylis toledoi là một loài thực vật có hoa trong họ Cúc. Loài này được (Cabrera) B.Nord mô tả khoa học lần đầu tiên vào năm 1978.